# Kyllikki Naukkarinen
Kyllikki Anna-Liisa Naukkarinen, później Hirvonen (ur. 20 marca 1925 w Enso, zm. 12 lutego 2011 w Pori) – fińska lekkoatletka, płotkarka. 
W 1948 reprezentowała swój kraj podczas igrzysk olimpijskich w Londynie – odpadła w eliminacjach biegu na 80 metrów przez płotki.

## Rekordy życiowe
- bieg na 80 metrów przez płotki – 12,1 (1948)